# Бей (Арканзас)
Бей (англ. Bay) — місто (англ. city) в США, в окрузі Крейггед штату Арканзас. Населення — 1876 осіб (2020).

## Географія
Бей розташований за координатами 35°44′46″ пн. ш. 90°33′8″ зх. д. / 35.74611° пн. ш. 90.55222° зх. д. (35.746046, -90.552128).  За даними Бюро перепису населення США в 2010 році місто мало площу 8,58 км², з яких 8,56 км² — суходіл та 0,02 км² — водойми. В 2017 році площа становила 8,00 км², з яких 7,97 км² — суходіл та 0,02 км² — водойми.

## Демографія
Згідно з переписом 2010 року, у місті мешкала 1801 особа в 726 домогосподарствах у складі 508 родин. Густота населення становила 210 осіб/км².  Було 769 помешкань (90/км²). 
Расовий склад населення:
| - 95,1 % — білих - 2,4 % — чорних або афроамериканців - 0,2 % — корінних американців - 1,1 % — осіб інших рас |

До двох чи більше рас належало 1,2 %. Іспаномовні складали 2,3 % від усіх жителів.
За віковим діапазоном населення розподілялося таким чином: 25,2 % — особи молодші 18 років, 61,3 % — особи у віці 18—64 років, 13,5 % — особи у віці 65 років та старші. Медіана віку мешканця становила 35,0 року. На 100 осіб жіночої статі у місті припадало 93,2 чоловіків;  на 100 жінок у віці від 18 років та старших — 93,5 чоловіків також старших 18 років.
Середній дохід на одне домашнє господарство  становив 43 906 доларів США (медіана — 35 984), а середній дохід на одну сім'ю — 47 147 доларів (медіана — 37 279). Медіана доходів становила 33 438 доларів для чоловіків та 26 509 доларів для жінок. За межею бідності перебувало 15,2 % осіб, у тому числі 18,0 % дітей у віці до 18 років та 9,8 % осіб у віці 65 років та старших.
Цивільне працевлаштоване населення становило 848 осіб. Основні галузі зайнятості: освіта, охорона здоров'я та соціальна допомога — 25,4 %, виробництво — 17,1 %, роздрібна торгівля — 14,7 %.